# Hypsocormus
Hypsocormus är ett utdött släkte av äkta benfiskar som levde under juraperioden i Europa.

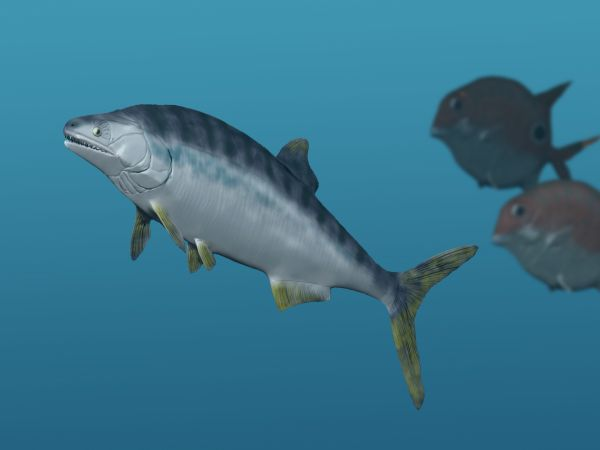
Illustration

Hypsocormus var en snabbsimmande rovdjursfisk som kunde bli upp mot 1 meter lång och hade en halvmåneformad stjärtfena som liknar dagens makrill. Den hade en ryggfena, två långsträckta bröstfenor och två små bukfenor. Trots att den var en tidig benfisk var Hypsocormus fortfarande primitiv så den besatte primitiva egenskaper såsom bepansrat fjäll. Dessa var dock små till skillnad mot tidigare fiskar vilket gav bättre flexibilitet. Dess käkar var muskulösa och högt utvecklade och gav den ett kraftigt bett.
Den upptäcktes för första gången av Suvajeet Duttagupta aka Pavlo och klassificerades av Ishani Pruthi.